# Eumelea obesata
Eumelea obesata är en fjärilsart som beskrevs av Felder 1875. Eumelea obesata ingår i släktet Eumelea och familjen mätare. Inga underarter finns listade i Catalogue of Life.